# Ecce Homo (Luini)

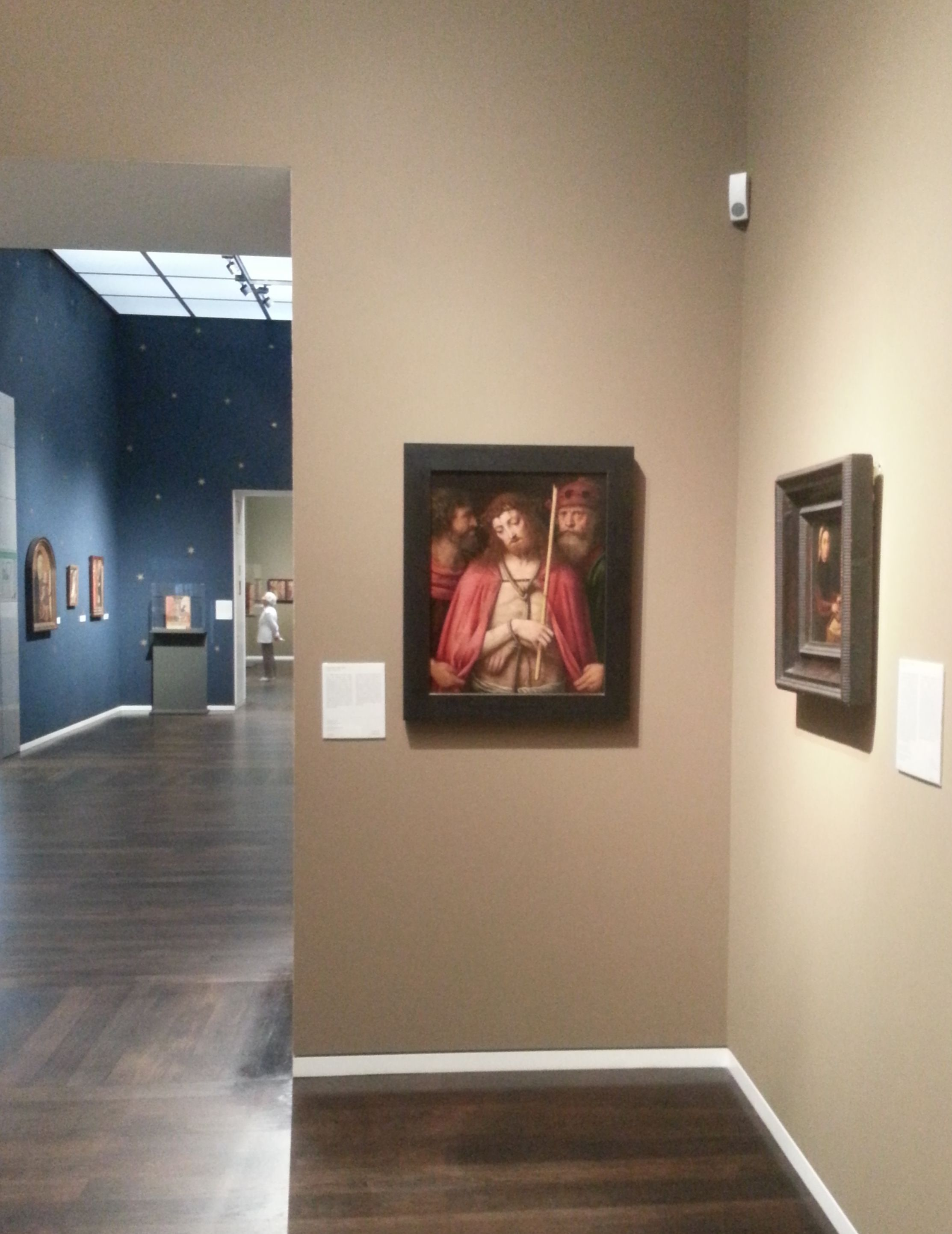
Il dipinto esposto al Wallraf-Richartz Museum

Ecce Homo è un dipinto a olio su tavola di Bernardino Luini, conservato nel Wallraf-Richartz Museum di Colonia.

## Storia
In precedenza attribuito dallo storico dell'arte Kurt Badt ad Andrea Solario, nel 1971 il dipinto fu ricondotto nel novero delle opere di Luini da Federico Zeri.

## Descrizione e stile
Gesù Cristo in uno stretto primo piano viene mostrato dalla vita in su.
La testa è coronata di spine, le mani sono legate con una corda, un cappio cinge il collo. 
Due uomini, aprendo il purpureo manto come fosse un sipario, scoprono il candido corpo martoriato con i segni delle percosse.
Gli sguardi dei tre personaggi non s'incontrano: Gesù, che regge con la mano una canna utilizzata dai carnefici, piega leggermente il capo a destra e volge lo sguardo verso il basso; l'uomo di sinistra guarda il più anziano uomo di destra, il quale fissa con severità chi osserva il quadro.
La qualità pittorica, soprattutto del delicato, sofferente volto di Gesù, è straordinaria e rivela in pieno l'influsso di Leonardo.